# Swetlana Aronowna Gundarenko
Swetlana Aronowna Gundarenko oder Swetlana Arnowna Gundarenko (russisch Светлана Арновна Гундаренко; * 23. Juni 1969 in Tscheljabinsk) ist eine ehemalige sowjetische Judoka, die ab 1993 für Russland startete. Sie trat im Schwergewicht an, 1992 und 1995 war sie Europameisterin.

## Sportliche Karriere
Gundarenko belegte den fünften Platz bei den Weltmeisterschaften 1989 und bei den Europameisterschaften 1990. 1991 bei den Europameisterschaften in Prag unterlag sie im Viertelfinale der Deutschen Claudia Weber. Mit drei Siegen in der Hoffnungsrunde sicherte sich Gundarenko eine Bronzemedaille.
1992 trat keine sowjetische Mannschaft mehr an, sondern das Vereinte Team als Vertretung der Gemeinschaft unabhängiger Staaten (GUS). Bei den Europameisterschaften in Paris besiegte sie im Viertelfinale die Französin Christine Cicot und im Halbfinale die Polin Renata Szał. Im Finale schlug sie Claudia Weber und war Europameisterin. Bei den Olympischen Spielen 1992 in Barcelona standen erstmals Damen-Wettbewerbe im Judo auf dem Programm. Gundarenko bezwang zunächst die Ägypterin Heba Hefny und dann die Niederländerin Monique van der Lee. Im Viertelfinale unterlag sie nach 55 Sekunden der Französin Nathalie Lupino. Nach einem Ippon-Sieg in der Hoffnungsrunde gegen Nilmari Santini aus Puerto Rico und einer knappen Niederlage gegen die Polin Beata Maksymow belegte Gundarenko den siebten Platz. Ende 1992 gewann sie den ersten von insgesamt sechs russischen Meistertiteln.
Bei den Europameisterschaften 1993 in Athen unterlag Gundarenko im Finale der Niederländerin Monique van der Lee. Bei den Weltmeisterschaften 1993 im kanadischen Hamilton trat sie sowohl im Schwergewicht als auch in der offenen Klasse an. Im Halbfinale des Schwergewichts unterlag sie der Deutschen Johanna Hagn, gewann dann aber durch einen Sieg über die Polin Beata Maksymow eine Bronzemedaille. In der offenen Klasse unterlag die 1,90 m große Gundarenko bereits im Achtelfinale einer Chinesin und belegte letztlich den fünften Platz. Bei den Europameisterschaften 1994 unterlag Gundarenko im Halbfinale der Polin Maksymow und gewann eine Bronzemedaille durch einen Sieg über die Britin Josephine Horton. Im Jahr darauf bei den Europameisterschaften 1995 in Birmingham bezwang sie die Deutsche Johanna Hagn im Halbfinale und erhielt nach ihrem Finalsieg über die Französin Christine Cicot zum zweiten Mal nach 1992 Gold bei den Europameisterschaften. In Chiba bei den Weltmeisterschaften 1995 belegte sie den fünften Platz im Schwergewicht nach Niederlagen gegen die Chinesin Zhang Ying und die Südkoreanerin Son Hyeon-mi.
Im Olympiajahr 1996 unterlag Gundarenko im Viertelfinale bei den Europameisterschaften in Den Haag der Deutschen Johanna Hagn, mit Siegen über Beata Maksymow und die Jugoslawin Mara Kovačević sicherte sich Gundarenko eine Bronzemedaille. Bei den Olympischen Spielen 1996 in Atlanta bezwang Gundarenko im Achtelfinale die Brasilianerin Edinanci Silva und im Viertelfinale die Ungarin Éva Gránitz. Im Halbfinale unterlag sie der Chinesin Sun Fuming. Nachdem ihre drei Kämpfe bis dahin über die volle Zeit gegangen waren, verlor sie den Kampf um Bronze gegen Christine Cicot durch Ippon nach 2:37 Minuten. Bei den Europameisterschaften 1998 und bei den Weltmeisterschaften 1999 belegte Gundarenko noch jeweils den fünften Platz. Danach endete ihre internationale Karriere im Judo.
Gundarenko bestritt 1995 und 2000/2001 insgesamt acht Kämpfe als Mixed-Martial-Arts-Kämpferin, von denen sie sechs gewann.

## Russische Meistertitel
Insgesamt gewann Gundarenko sechs russische Meistertitel.
- Schwergewicht: 1992, 1993, 1994, 1995, 1998
- Offene Klasse: 1995